# بن دیویس (بازیکن فوتبال، زاده ۱۹۹۵)
بن دیویس (انگلیسی: Ben Davies؛ زادهٔ ۱۱ اوت ۱۹۹۵) بازیکن فوتبال اهل بریتانیا است که برای باشگاه رنجرز بازی می‌کند.
از باشگاه‌هایی که در آن بازی کرده‌است می‌توان به باشگاه فوتبال یورک سیتی، باشگاه فوتبال پرستون نورث اند، باشگاه فوتبال ترانمره راورز، باشگاه فوتبال نیوپورت کانتی، باشگاه فوتبال شفیلد یونایتد، باشگاه فوتبال لیورپول، باشگاه فوتبال ساوتپورت، و باشگاه فوتبال فلیتوود اشاره کرد.
دیویس در اول فوریه ۲۰۲۱ با باشگاه لیورپول قرارداد امضا کرد. اما هرگز برای این باشگاه بازی نکرد و در شانزدهم اوت همان سال به صورت قرضی به باشگاه شفیلد یونایتد پیوست. او اولین گل خود را برای شفیلد یونایتد در ۲۳ فوریه ۲۰۲۲ به ثمر رساند. دیویس در ۱۹ ژوئیه ۲۰۲۲ با باشگاه رنجرز اسکاتلند قراردادی امضا کرد که مبلغ اولیه آن ۳ میلیون پوند گزارش شده است. او اولین بازی خود را به عنوان بازیکن تعویضی در مقابل تیم بلژیکی یونیون سنت ژیل در جریان باخت در مرحله مقدماتی لیگ قهرمانان اروپا انجام داد.  این مدافع چپ‌پا بازیکنی خونسرد و روی هوا بسیار مسلط است اما سرعت بالایی در کورس‌ها ندارد.